# Tourisme au Portugal
Cet article expose les principales destinations de tourisme au Portugal.

## Principales destinations touristiques

### Braga

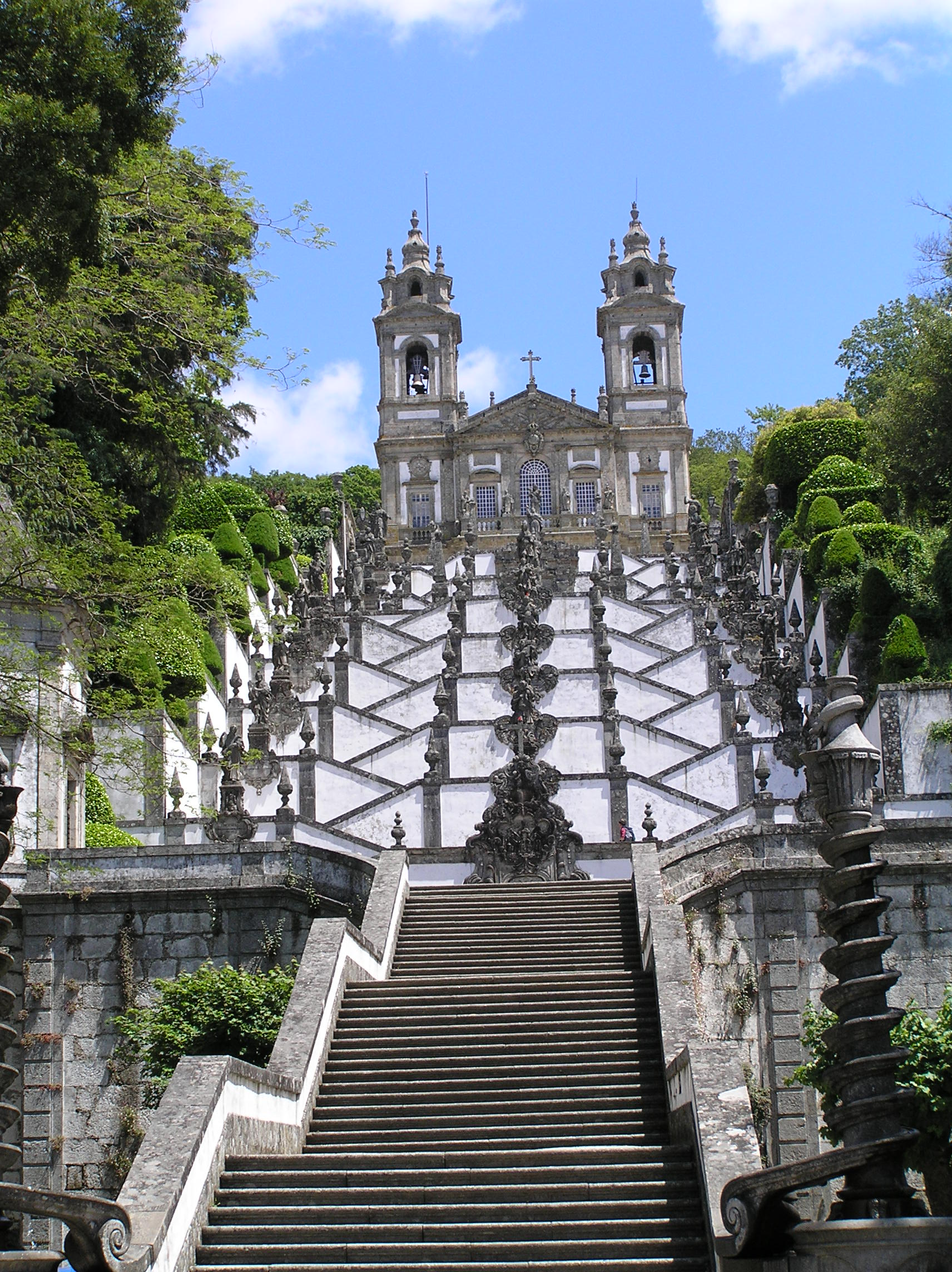
Les 365 escaliers qui mènent au sanctuaire du Bon Jésus du Mont.

Braga est une ville qui possède une histoire de plus de 2 000 ans et qui au début de l'histoire, au Ier siècle av. J.-C., était occupé par les romains. C'était une colonie romaine qui a été créée pour surveiller les peuples montagnards du nord de la péninsule ibérique restés insoumis à Rome.
C'est aujourd'hui, le centre religieux du Portugal puisqu'elle contient des églises et une architecture baroque. On y trouve aussi la Sé, la plus vieille cathédrale du Portugal qui mélange le style roman au baroque.

### Belmonte
Belmonte est une ville ouverte à toutes les cultures.
Une loi de 1496 interdisait aux juifs de rester dans le pays, sauf s'ils se convertissaient au christianisme. Ces juifs se sont officiellement convertis au christianisme, mais continuaient de pratiquer leur religion en secret. Ils ont réussi à se cacher durant 5 siècles sans jamais se faire expulser. Cette loi a d'abord été mise en place en 1492 en Espagne par le décret d'Alhambra. C'est la ville qui compte aujourd'hui le plus de juifs au Portugal. 
À Belmonte, on trouve de nombreuses ruines de monuments romains, de forts et de châteaux.

### Lisbonne

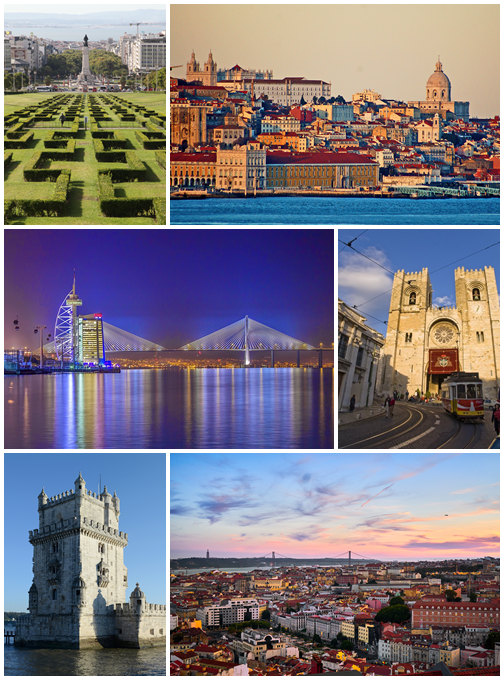
La ville de Lisbonne.

En 2016-2017 Lisbonne se classe deuxième parmi les villes les plus visitées au monde. 
- Alfama, Castelo et Mouraria, Bairro Alto, Chiado et Bica et la Baixa sont quatre quartiers historiques de la ville à visiter.

Alfama est l’un des plus anciens quartiers de Lisbonne. La Cathédrale et le Marché da Landra sont les principaux points de visite.
Près de l’Alfama se trouvent les quartiers de Castelo et de la Mouraria. 
En juin, pendant les fêtes des Saints Populaires, le quartier est animé par de la musique, des danses...
Le Bairro Alto est aujourd’hui l’un des quartiers les plus animés de la ville, avec des bars, des restaurants et toutes sortes de boutiques. On y trouve les bars à Fado, base de la culture portugaise, autour de la "Saudade", sentiment à découvrir pour comprendre la culture portugaise.
Les principaux monuments à voir sont la Tour de Belém, l'Aqueduc des Eaux Libres, le Padrão dos Descobrimentos, la Place du Commerce en bordure du Tage
- Des croisières sur le Tage sont organisées pour avoir une vue d'ensemble de la ville.
- Plusieurs stations balnéaires sont situées à proximité, telles que Estoril, où on trouve un casino et un circuit automobile, ou Cascais, ancien port de pêche. Ces deux stations sont accessibles très facilement par le train. La ville de Sintra est aussi visitable. On y trouve un palais de style manuélien et des fortifications mauresques.

### Porto

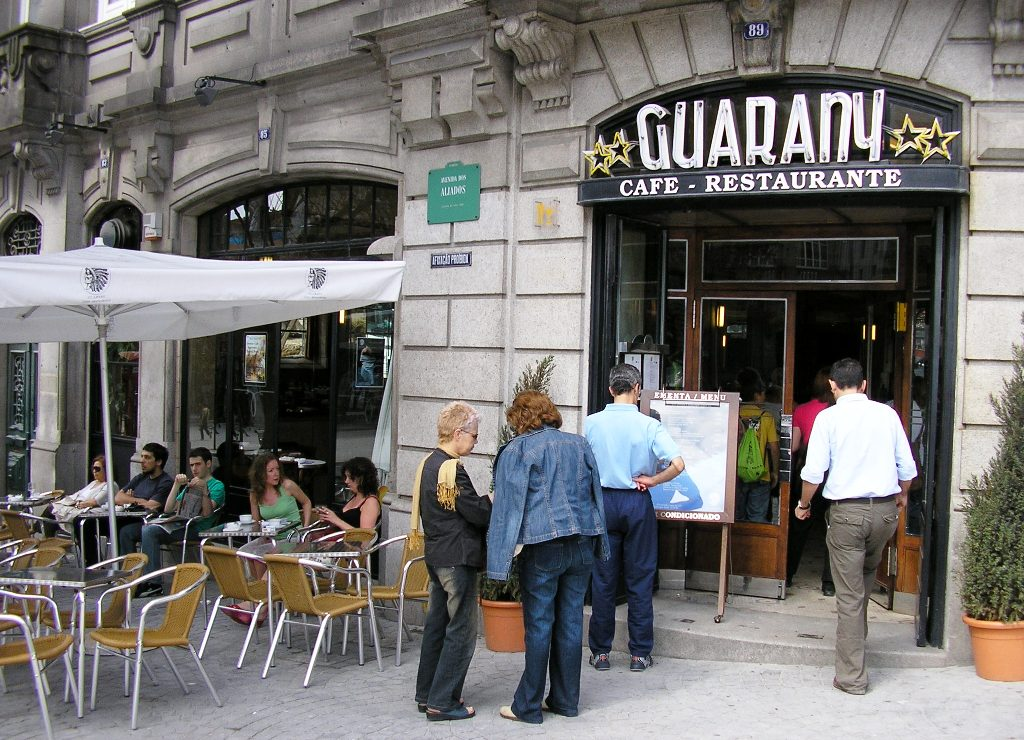
Café à Porto

Porto est la deuxième ville du Portugal et la plus grande ville du nord.
Des circuits touristiques en tous genres permettent de visiter tous les lieux de la ville (musées...).
Le patrimoine historique de Porto a été déclaré Patrimoine Mondial à l'UNESCO en 1996.

### Fátima

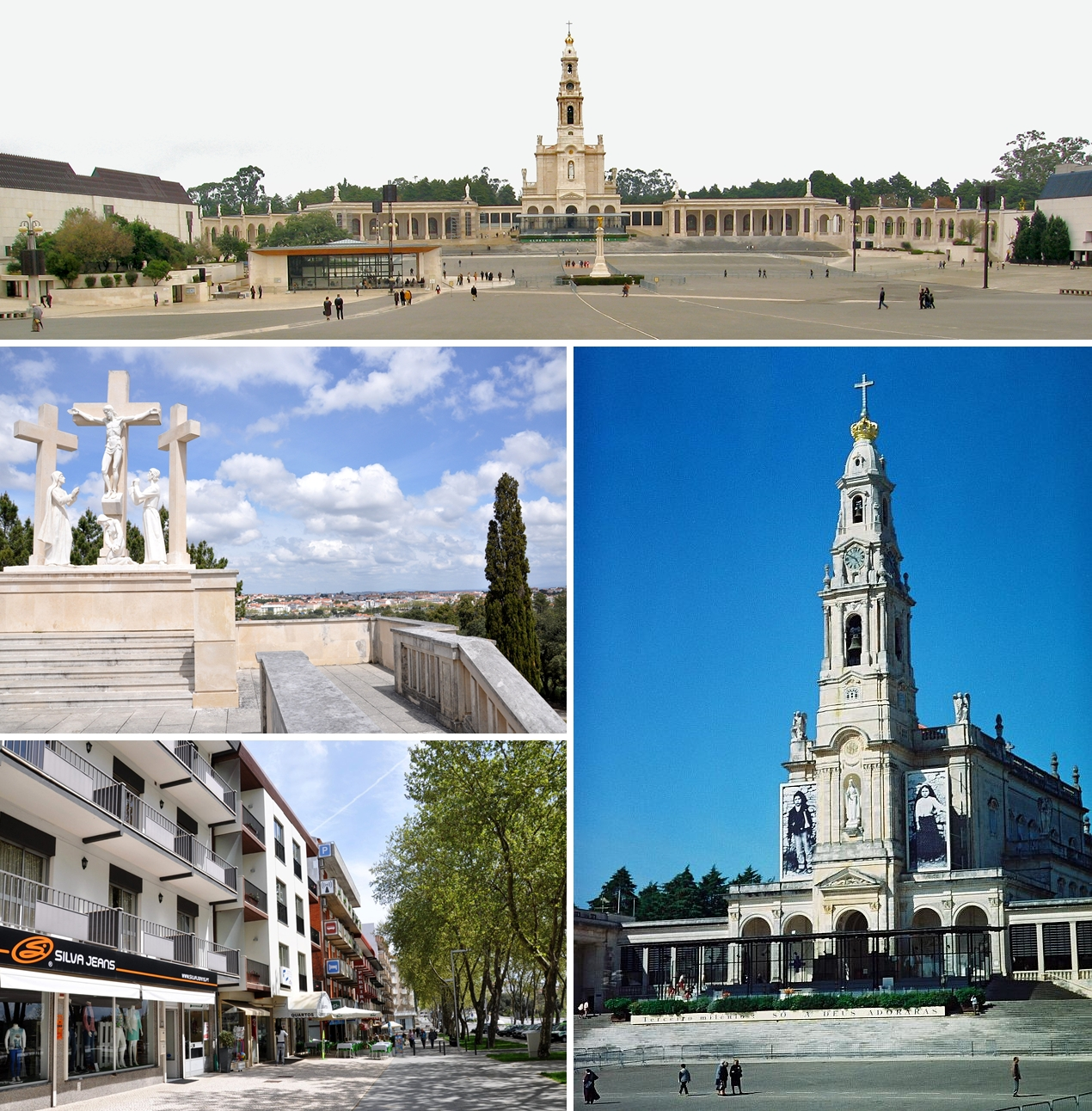
La ville de Fátima est considérée comme l'autel du monde.

Au Portugal, Fátima est aujourd'hui une ville sur le chemin du pèlerinage chrétien grâce au sanctuaire de Notre-Dame de Fátima qui est un des plus importants centres religieux du monde. Ce sanctuaire regroupe un ensemble de bâtiments et de structures, comme la basilique de Notre-Dame du Rosaire, la chapelle des apparitions, la basilique de la Sainte-Trinité, et encore autres situés en Valinhos et en Aljustrel.
La grande place centrale du sanctuaire permet de rassembler les pèlerins lors des célébrations; elle est aussi le lieu de grandes processions de fidèles.
Au XXe siècle en 1917, 3 enfants, Lucie, François et Jacinthe y ont reçu des apparitions de la Vierge Marie, auprès d'un petit ruisseau d'eau ce qui en fait sa célébrité. On y trouve la chapelle des apparitions, où l'on peut retracer l'histoire des apparitions de ces trois enfants, il y a une statue dédiée au pape. On trouve beaucoup de monuments religieux. Une chapelle y a été reconstruite à l'endroit où il y avait eu les apparitions.

### Algarve
L'Algarve est connu pour ses plages. La plus connue est la plage de Marinha (en portugais : Praia da Marinha) située en Caramujeira, Lagoa.

### Coimbra

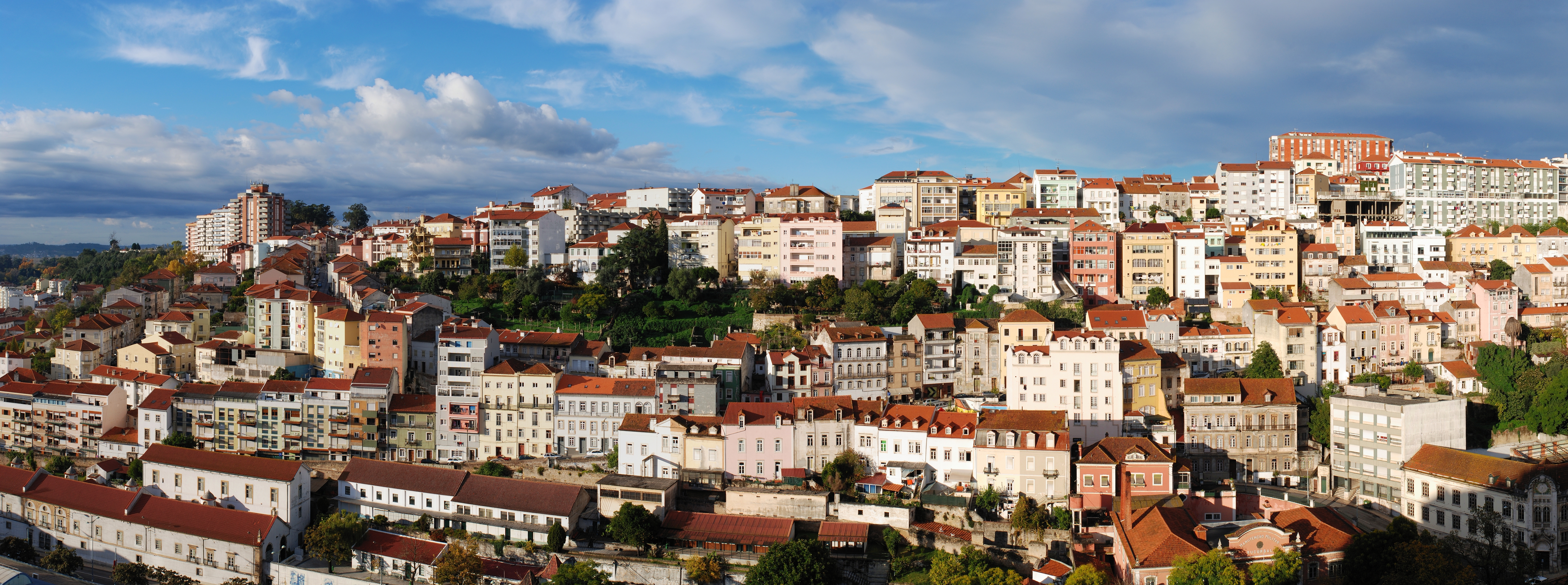
Vue de la ville de Coimbra

Ville universitaire à mi-chemin entre Lisbonne et Porto. L'université date du Moyen Âge.

### Livres
- Le Petit Futé Portugal : Édition 2007-2008 (Broché)
- Portugal 2006 de collectif, Broché, 2005, Hachette Tourisme, Le Guide du Routard
- Le guide des ferias : France, Portugal, Espagne de Pierre Dupuy (Manufacture, 1990)